# Мала Стара Вас
Мала Стара Вас (словен. Mala Stara vas) насеље у општини Гросупље у централној Словенији покрајина Долењска. Општина припада регији Средишња Словенија.
Налази се на надморској висини 362,7 м, површине 1,39 км². Приликом пописа становништва 2002. године насеље је имало 40 становника.

## Културно наслеђе
Сеоска црква посвећена Светој Катарини и датира из 12. века да допунама у 14. 17. и 18. веку..